# Танака Дзюнко
Танака Дзюнко (2 жовтня 1973) — японська синхронна плавчиня.
Бронзова медалістка Олімпійських Ігор 1996 року.